# Аниме-фестиваль
Аниме-фестиваль — общее название для события, заключающегося в сборе людей, объединённых любовью к японской культуре с упором на увлечение мангой и аниме. Как правило, это — многодневные мероприятия (в том числе косплей), проводимые в конгресс-центрах, гостиницах, или даже университетских городках. Такие фестивали являются площадкой для рекламы и распространения продукции дистрибьюторами аниме.
Зачастую на аниме-фестивали в качестве почётного гостя приглашаются видные деятели в производстве манги или аниме — художники, режиссёры.